# Schatten
Een categorie van methoden die de statistiek hanteert om informatie te verkrijgen, wordt gevormd door de schattingsmethoden. Een onbekende parameter van een populatie (of verdeling) wordt geschat door een uit de steekproef berekende grootheid, de schatting. Het voorschrift dat bepaalt hoe de schatting uit de steekproef moet worden berekend, wordt schatter genoemd.
Algemeen bekend is het (steekproef-)gemiddelde als schatting voor het populatiegemiddelde (of de verwachtingswaarde).

## Schattingsmethoden
Bekende schattingsmethoden zijn:
- Momentschatter
- Meest aannemelijke schatter

## Voorbeelden
Een vreemde munt ziet er niet bepaald symmetrisch uit, zodat de kans {\displaystyle p} op kruis vermoedelijk niet {\displaystyle {\tfrac {1}{2}}} zal zijn. Daarom gooien we 10 keer met de munt. Stel dat we in deze steekproef 3 keer kruis vinden. We zouden dan de onbekende parameter {\displaystyle p} (de populatiefractie) kunnen schatten door de steekproeffractie {\displaystyle {\tfrac {3}{10}}}.
Een ander voorbeeld is bekend uit de Tweede Wereldoorlog. Het viel de Engelsen op dat Duits oorlogsmaterieel, zoals neergehaalde Duitse bommenwerpers, banden van voertuigen en versnellingsbakken van tanks, "gründlich" voorzien was van een serienummer. Op grond van de gevonden serienummers in de "steekproef" gaven statistici een schatting van de totale (maandelijkse) productie {\displaystyle N}. Het zal duidelijk zijn dat alleen het hoogste gevonden nummer {\displaystyle M} van belang is, d.w.z. een goede schatter zal alleen afhankelijk zijn van {\displaystyle M}. Men kan laten zien dat bij een steekproefomvang {\displaystyle n}, een goede schatting van {\displaystyle N} gegeven wordt door:
{\displaystyle {\hat {N}}=\left(1+{\frac {1}{n}}\right)M-1}
Omdat 
{\displaystyle {\rm {E}}M={\frac {n}{n+1}}(N+1)}
en dus 
{\displaystyle {\rm {E}}{\hat {N}}=N},
is {\displaystyle {\hat {N}}} een zuivere schatter van {\displaystyle N}.
Overigens gebruikten de statistici een iets andere schatter, die voor grote steekproeven praktisch gelijk is aan {\displaystyle {\hat {N}}}. Na de oorlog bleek dat de schattingen tamelijk nauwkeurig waren, in tegenstelling tot de ramingen van de geheime dienst, die factoren 5 à 7 te hoog waren.

## Schatter
Het schatten van een parameter van een populatie of kansverdeling gebeurt door middel van een schatter, dat is een steekproeffunctie: een functie die uit de steekproef een getal, de schatting, berekent. Hoewel iedere steekproeffunctie aangemerkt kan worden als schatter, is het zaak goede schatters te vinden. Een goede schatter zal schattingen vinden die in bepaalde zin niet veel afwijken van de onbekende waarde van de parameter. Een bijzondere groep van 'goede' schatters zijn de zuivere schatters. Zuivere schatter zijn schatters die gemiddeld, over alle mogelijke steekproeven, precies de waarde van de te schatten parameter opleveren. Preciezer gezegd: een schatter is zuiver wanneer de verwachtingswaarde van de schatter gelijk is aan de te schatten parameter. De 'uniform beste zuivere schatter' is daarbij de schatter die voor alle mogelijke parameterwaarden de kleinste variantie heeft van alle zuivere schatters.

### Voorbeelden
Laat {\displaystyle X_{1},\ldots ,X_{n}} een aselecte steekproef zijn uit een populatie of kansverdeling.
Binomiale verdeling: {\displaystyle B(n,p)}. De te schatten parameter is de succeskans (populatiefractie) {\displaystyle p}. Laat {\displaystyle X} het aantal successen in de steekproef zijn, dan kan {\displaystyle p} geschat worden door o.a. de schatters: {\displaystyle X/n} (de steekproeffractie), {\displaystyle X/(n+1)} en {\displaystyle (X+1)/(n+2)}.
Uniforme verdeling op het interval {\displaystyle [0,M]}. De te schatten parameter is de bovengrens {\displaystyle M}. Geschikte schatters zijn: {\displaystyle \mathrm {max} (X_{i})} (de bovengrens in de steekproef) en {\displaystyle (1+1/n)\cdot \mathrm {max} (X_{i})}.
Willekeurige populatie (of verdeling) met populatiegemiddelde {\displaystyle \mu } en populatievariantie {\displaystyle \sigma ^{2}}. Goede schatters zijn de overeenkomstige grootheden in de steekproef. Het steekproefgemiddelde als schatter voor {\displaystyle \mu }, en de steekproefvariantie voor {\displaystyle \sigma ^{2}}.
betrouwbaarheid · 
centrummaat · 
gemiddelde · 
gewogen gemiddelde · 
interkwartielafstand · 
kans · 
kansrekening · 
kwartiel · 
mediaan · 
meetkundig gemiddelde · 
modus · 
p-waarde · 
percentiel · 
rekenkundig gemiddelde · 
schatten · 
significantie · 
scheefheid · 
spreiding · 
standaardafwijking · 
statistiek · 
statistische toets · 
steekproef · 
uitbijter · 
variatiecoëfficiënt · 
verdelingsfunctie